# Ocampo
Ocampo is een gemeente in de Filipijnse provincie Camarines Sur op het eiland Luzon. Bij de laatste census in 2007 had de gemeente bijna 40 duizend inwoners.

## Geografie

### Bestuurlijke indeling
Ocampo is onderverdeeld in de volgende 25 barangays:
| - Ayugan - Cabariwan - Cagmanaba - Del Rosario - Gatbo - Guinaban - Hanawan - Hibago - La Purisima Nuevo - May-Ogob - New Moriones - Old Moriones - Pinit | - Poblacion Central - Poblacion East - Poblacion West - Salvacion - San Antonio - San Francisco - San Jose Oras - San Roque Commonal - San Vicente - Santa Cruz - Santo Niño - Villaflorida |

## Demografie
Ocampo had bij de census van 2007 een inwoneraantal van 39.759 mensen. Dit zijn 3.443 mensen (9,5%) meer dan bij de vorige census van 2000. De gemiddelde jaarlijkse groei komt daarmee uit op 1,26%, hetgeen lager is dan het landelijk jaarlijks gemiddelde over deze periode (2,04%). Vergeleken met de census van 1995 is het aantal mensen met 4.861 (13,9%) toegenomen.

De bevolkingsdichtheid van Ocampo was ten tijde van de laatste census, met 39.759 inwoners op 118,33 km², 336 mensen per km².